# Cendufe
Cendufe is een plaats (freguesia) in de Portugese gemeente Arcos de Valdevez en telt 403 inwoners (2001).

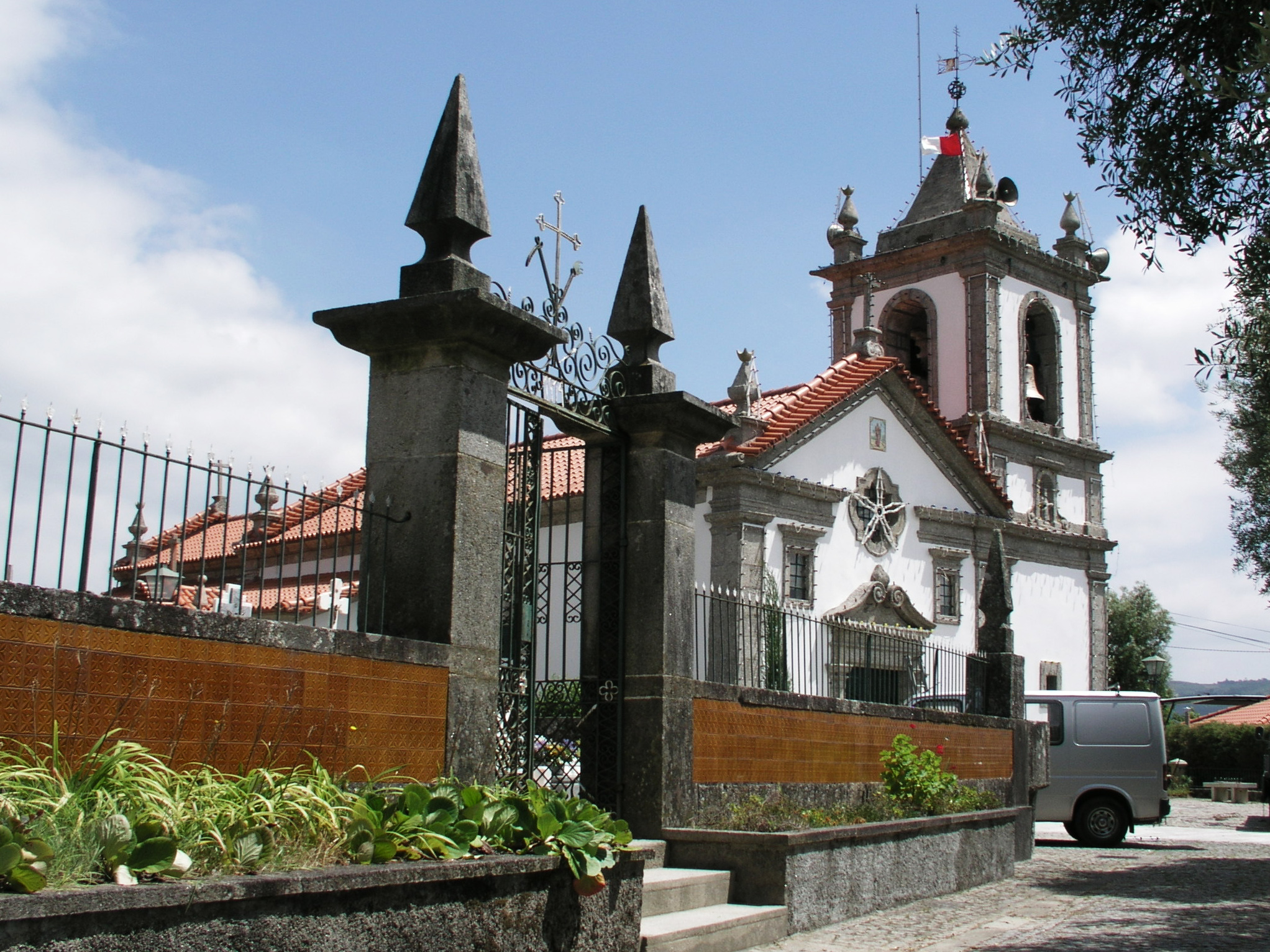
Kerk van Cendufe

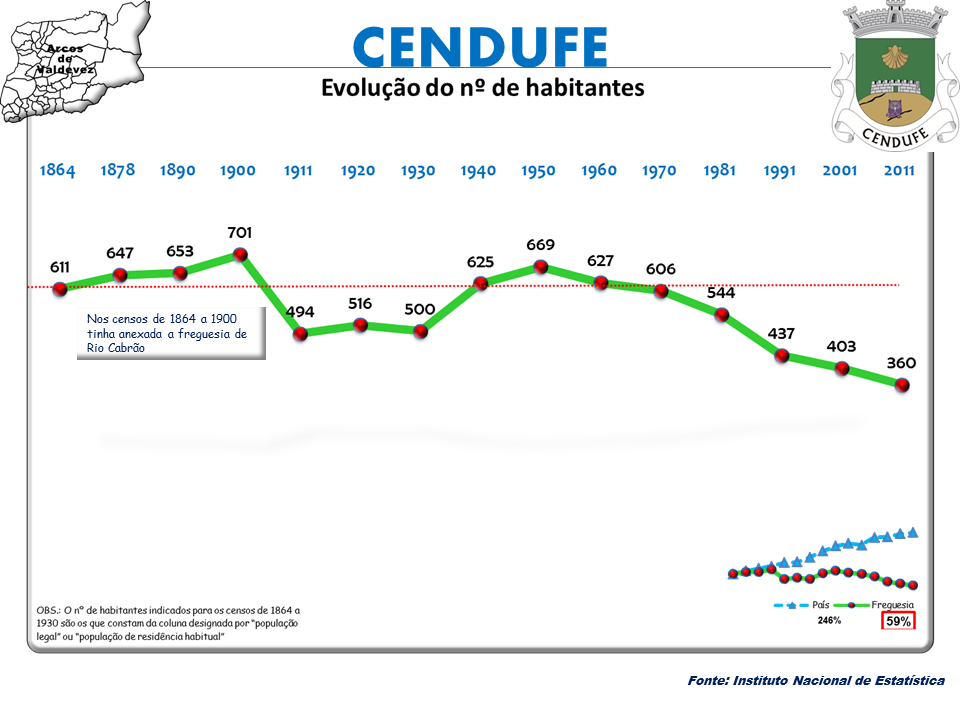
Bevolkingsontwikkeling tussen 1864 en 2011